# سیاست‌های اقتصادی رضاشاه
سیاست‌های اقتصادی رضاشاه شامل تغییرات گسترده‌ای در کشوری بود که سال‌ها جز بی‌نظمی ندیده‌بود. نیاز به گسترش بازرگانی و تهدیدهای احتمالی از سوی انگلیس و شوروی، رضاشاه را به گسترش روابط تجاری با آلمان نازی در دههٔ ۱۹۳۰ سوق داد.
رضاشاه نخستین پادشاه ایرانی پس از دوران هخامنشیان بود که یک ارتش دائمی را برای کشورش، سازمان داد. چیزی که به امنیت ایران و زیرساخت اقتصادی آن، انجامید. ساخت نخستین زیرساخت‌های همگانی مدرن ایران همچون نیروگاه، کارخانه‌های نوین، سیستم ترابری جدید، سیستم ارتباطات انسانی، نهادهای مالی و ادارات نیز در همین دوره انجام شد. فناوری نیز در بسیاری از عرصه‌ها، حتی کشاورزی، دخیل گشت.
رضاشاه به بسط و توسعهٔ اقتصادی ایران توجه خاصی داشته‌است و برای آن، اولویت قائل می‌شد. دوران وی، دوران شور ملی ایران در زمینهٔ توسعهٔ اقتصادی است. در دورهٔ پادشاهی رضاشاه، بخش خصوصی ایران، بیشتر درگیر صنایع کوچک و بازرگانی شد. حکومت وی، مقبولیتش را در نوسازی اقتصادی کشور و زنده‌سازی ملی‌گرایی ایرانی افزون بر سفارش بر دیوان‌سالاری و نیروهای نظامی جست‌وجو کرده‌است. دولت آن دوره نیز با فراهم‌سازی امنیت و گزینش سیاست اقتصاد ارشادی، در زمینهٔ توسعه گام برداشت؛ هرچند که این کار، بر اساس تصمیم و ارادهٔ شخصی رضاشاه به اجرا درمی‌آمد. در دوران وی همچنین پابه‌پای پیشرفت‌های صنعتی، اجرای برنامه‌های گسترش بخش کشاورزی و دامداری ایران نیز صورت گرفت. عمران و شهرسازی نیز مورد توجه ویژه بود تا چهره‌ای مدرن به ایران داده شود.
امور مالی و پولی نیز مورد توجه قرار گرفتند و بانک ملی ایران انحصار انتشار اسکناس را به‌دست‌آورد و ایران توانست بر سیاست پولی خود، حاکمیت پیدا کند. در سال ۱۹۳۲ نیز ضرابخانهٔ شاهی گشایش یافت و ضرب سکه نیز در سلطهٔ ایران قرار گرفت.

## امور مالی و پولی

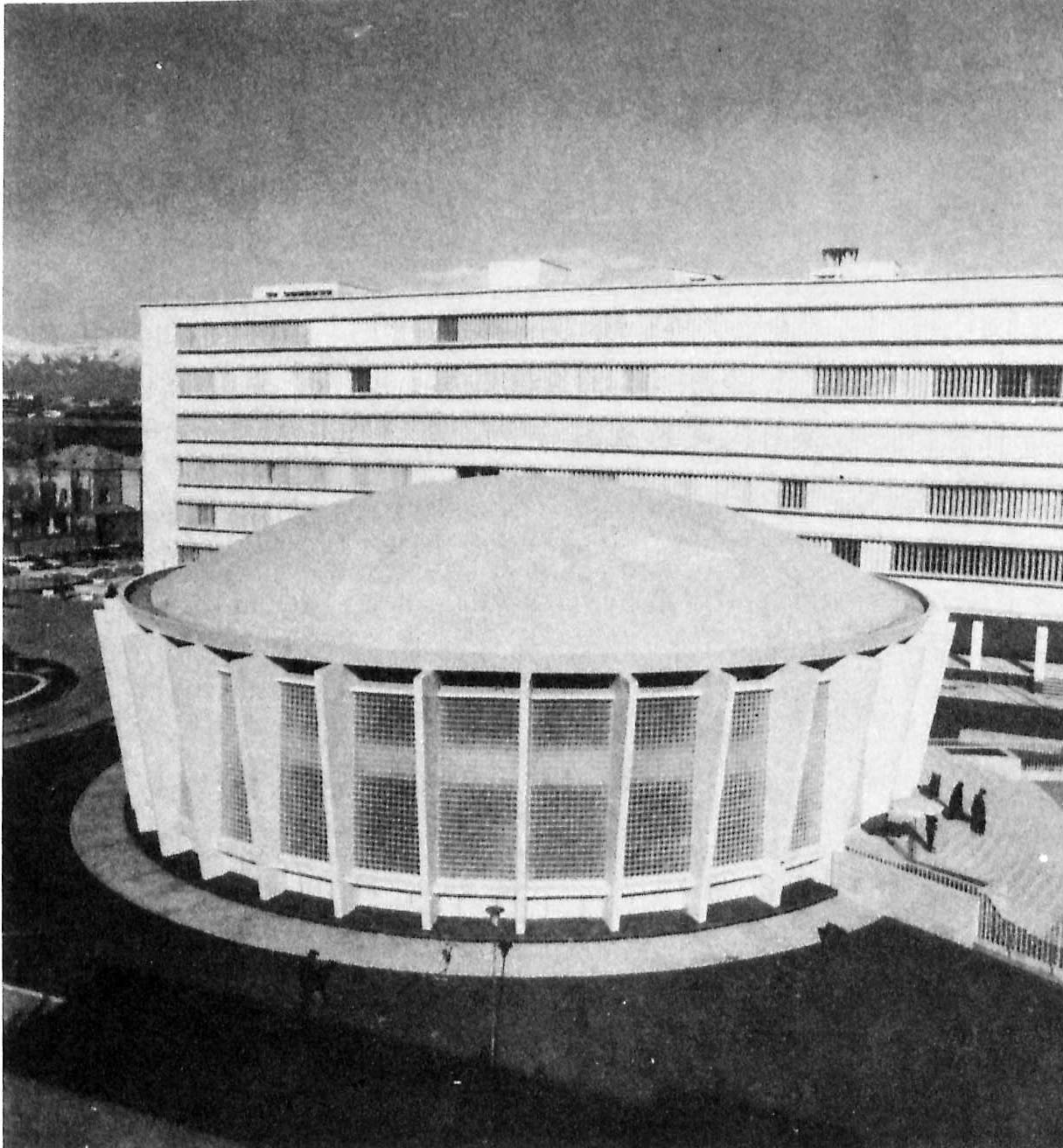
شعبه مرکزی بانک رهنی در تهران

رضاشاه به بسط و توسعهٔ اقتصادی ایران توجه خاصی داشته‌است و برای آن، اولویت قائل می‌شد. دوران وی، دوران شور ملی ایران در زمینهٔ توسعهٔ اقتصادی است. در سال ۱۹۲۸ امتیاز انتشار اسکناس که به انگلیسی‌ها داده شده بود را لغو کرد و به بانک دارندهٔ امتیاز آن، یعنی بانک شاهی، ۲۰۰ هزار لیره غرامت پرداخت شد. پس از این، بانک ملی ایران انحصار انتشار اسکناس را به‌دست‌آورد و ایران توانست بر سیاست پولی خود، حاکمیت پیدا کند. ۳ سال پیش از این، در ۱۹۲۵، رضاشاه بانک سپه را نیز بنیان گذاشت. در ۱۹۲۶ هم بانک رهنی ایران برای آماده‌سازی اعتبار و انگیزش خانه‌سازی بنیان نهاده شد. در سال ۱۹۳۲ نیز ضرابخانهٔ شاهی گشایش یافت و ضرب سکه نیز در سلطهٔ ایران قرار گرفت.

## کاربرد درآمدها

### نفت
او از آغاز قدرتش، شخصاً به تنظیم امور مالی و تقسیم بودجهٔ ایران توجه داشت و به تأمین تعادل بودجهٔ کشوری پرداخت. در همهٔ دوران پادشاهی‌اش، بودجه متعادل بود و همواره هزینه از درآمد تجاوز نمی‌کرد. در آغاز کار، همچنین دو تصمیم پراهمیت گرفته شد؛ نخست نگهداری حساب‌های درآمد نفتی به شکل جداگانه و متمایز بودن آن از بودجهٔ عمومی، دوم نیز آنکه درآمد نفتی تنها به عمران و آبادانی کشور و نیازهای ارتش آن، اختصاص یابد. با این حال، درآمدهای نفتی این دوره در برابر نیاز، ناچیز بودند.

## کشاورزی و دامداری
در دوران رضاشاه، پا به پای پیشرفت‌های صنعتی، اجرای برنامه‌های گسترش بخش کشاورزی و دامداری ایران نیز صورت گرفت. کشاورزی سنتی ایران، برای نخستین‌بار مکانیزه شد و اصول کار وارد آن شد. هرچند که مکانیزه‌شدن کشاورزی، سراسری نبود و تنها در نقاطی خاص روی داده‌است. شبکه‌های آبیاری، بندها و مهارسازی آب، کمک کرد تا سطح کشاورزی در همهٔ نقاط این کشور، به ویژه در استان‌های آذربایجان، خراسان، کردستان، کرمانشاه، گرگان، گیلان، مازندران و اطراف تهران تا چندین برابر افزایش یابد. با استخدام کارشناسان خارجی و خرید ماشین‌آلات کشاورزی، تولید محصولات وابسته در ایران، بیشتر و بهتر گردید.
صنایع وابسته به کشاورزی همچون برنج کوبی، کنف سازی، پنبه‌پاک‌کنی، بافندگی، نخ‌ریسی، روغن‌کشی، لبنیات، کنسور و کمپوت‌سازی، توتون و تنباکو، آب‌میوه و شراب‌سازی و سیگار نیز ایجاد شدند که افزون بر مصرف درون ایران، بخشی نیز به کشورهایی چون آلمان صادر می‌شد. برای بخش آموزشی نیز، دانشکده‌های کشاورزی، دامپروری و دام‌پزشکی بنیان‌گذاری شدند و نخستین سازمان‌های وابسته در ایران، پدید آمدند. سازمان‌های حفظ جنگل و حیوانات، پرورش و صید ماهی، دامداری، اصلاح بذر و غیره ایجاد شدند و در مدت کوتاهی انواع محصولات کشاورزی در ایران کشت شدند و میزان قابل توجهی نیز به صادرات اختصاص یافت. با تشکیل شدن سازمان شیلات و گسترش بخش وابسته به ابریشم، درآمد قابل توجهی نصیب ایران شد. در دوران وی، ایران دارای یک زیربنای صنعتی و کشاورزی واقعی شد و در تولید بیشتر مواد مصرفی و مواد خوراکی به خودکفایی رسید.

## صنعت
پیش از زمامداری رضاشاه، در ایران به جز تاسیسات نفت، واحد صنعتی که بتوان آنان را کارخانه‌ای تولیدی و صنعتی نامید، وجود نداشت. در طول مدت کوتاهی در دوران رضاشاه، ایران از کشوری عقب‌مانده و غیرصنعتی، به کشوری پیشرفته و نیمه‌صنعتی تبدیل شد. با بنیان‌گذاری کارخانه‌های تازه، بیشتر نیازهای کشور و مردم، دیگر از داخل تأمین می‌شد. کارخانه‌های قند، پنبه‌پاک‌کنی، نخ‌ریسی، پارچه‌بافی، برنج‌پاک‌کنی، گونی‌بافی، چرم، کبریت، توتون و تنباکو، سیگار، کاغذ و مقوا، کارتن‌سازی، شیشه و بلور، سنگ‌بری، سیمان، ذوب فلزات و آلیاژسازی، چوب و تخته‌سازی، نیروگاه، قالی‌بافی، خشکبار، چای، روغن‌کشی، کنسرو و کمپوت و غیره، به خدمت مردم ایران آمد. با این حال، یک دسته طرح‌های بزرگ‌تر نیز وجود داشت که با کناره‌گیری وی از پادشاهی، ناتمام رها شد و ماشین‌آلات این دسته از طرح‌ها، از میان رفت. همچنین اقدام به استخراج مواد معدنی چون ذغال سنگ، سنگ مرمر، سنگ آهن، گوگرد، مس، سرب و غیره نیز شد تا برای کاربرد داخلی و گاه صادرات، استفاده شود.
در آغاز کارهای صنعتی ایران، به ناچار، مهندسان خارجی در صنایع به‌کار برده شدند. اما سپس با تأسیس مراکز آموزشی فنی و حرفه‌ای و ساخت هنرستان‌های صنعتی، ساخت دانشکده‌ها و آموزشگاه‌های فنی در ایران و حتی فرستادن دانشجو به خارج، کم‌کم متخصصین و مهندسان ایرانی توانستند خودشان کار را در دست بگیرند.

## بازرگانی
در دورهٔ پادشاهی رضاشاه، بخش خصوصی ایران، بیشتر درگیر صنایع کوچک و بازرگانی شد. حکومت وی، مقبولیتش را در نوسازی اقتصادی کشور و زنده‌سازی ملی‌گرایی ایرانی افزون بر سفارش بر دیوان‌سالاری و نیروهای نظامی جست‌وجو کرده‌است. دولت آن دوره نیز با فراهم‌سازی امنیت و گزینش سیاست اقتصاد ارشادی، در زمینهٔ توسعه گام برداشت؛ هرچند که این کار، بر اساس تصمیم و ارادهٔ شخصی رضاشاه به اجرا درمی‌آمد.

## ترابری

### جاده‌ها و خیابان‌ها
با قدرت گرفتن رضاشاه، هزاران کیلومتر راه‌های اصلی و فرعی میان شهرها و دهات‌های ایران، احداث شد و در عرض تنها چند سال، راه‌های خاکی تبدیل به جاده‌های عریض و ماشین‌رو شدند. پس از این، به‌جای گاری، اسب و شتر و دیگر موارد این‌چنینی، میان شهرهای ایران، اتوموبیل‌های سواری، باری و اتوبوس به‌راه افتاد.

### راه‌آهن

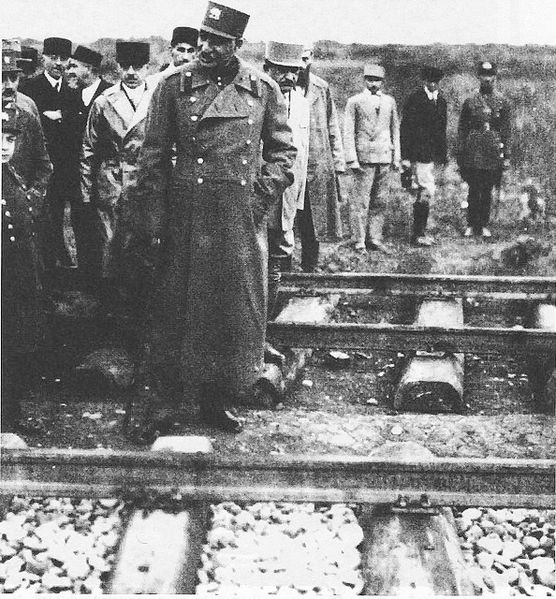
بازدید رضاشاه از روند ساخت راه‌آهن سراسری

در آن دوره، ساخت راه‌آهن آرزویی ملی برای بسیاری از ایرانیان بود و رضاشاه پس از تاج‌گذاری با جدیت بیشتری آن را دنبال کرد. با تصویب لایحهٔ راه‌آهن شمال و جنوب توسط مجلس ششم در اسفند ۱۳۰۵، مذاکرات دولت با کمپانی‌های بریتانیایی، آلمانی و دانمارکی آغاز شد و در پایان، مهندسانی از آلمان، بریتانیا، آمریکا، اسکاندیناوی، ایتالیا، بلژیک، سوئیس و چکسلواکی برای به سرانجام رساندن این پروژه به کار گرفته شدند. بودجهٔ ساخت راه‌آهن تماماً با سرمایهٔ داخلی (با صرف هزینه‌های حاصله از انحصار تجارت قند و چای) تأمین شد و ۹۰٪ کارکنان آن ایرانی بودند که در رشد صنعتی کشور و تربیت کارگران فنی اثرگذار بود.
ساخت راه‌آهن در ۲۳ مهر ۱۳۰۶ آغاز شد و در ۲۷ مرداد ۱۳۱۷ به پایان رسید. در مجموع ۱۰٫۱ میلیارد ریال هزینه دربرداشت و در نتیجه به گران‌ترین و بزرگ‌ترین پروژهٔ صنعتی تاریخ ایران تا به آن روز تبدیل شد. مراسم گشایش این راه‌آهن با شادی ملت ایران همراه شد و پیام‌های تبریکی نیز از سوی دیگر ملل، به ایران فرستاده شد. ساخت این راه‌آهن، نشانی از جهش بزرگ اقتصادی در ایران آن روزگار بود. با توجه به بودجه و طول راه‌آهن ساخته‌شده، رقمی بزرگ و طرحی چشمگیر برای دوران خودش، شمارده می‌شد. شخص رضاشاه نیز به پاکیزگی، نظم و نگهداری راه‌آهن، توجه می‌کرد. اهمیت دیگر ساخت چنین پروژه‌ای در ایران، آن بود که این کشور توانست از موقعیت تازه بهره‌گیری کند و هزاران کیلومتر راه‌های شوسه نیز بسازد.

## عمران و شهرسازی

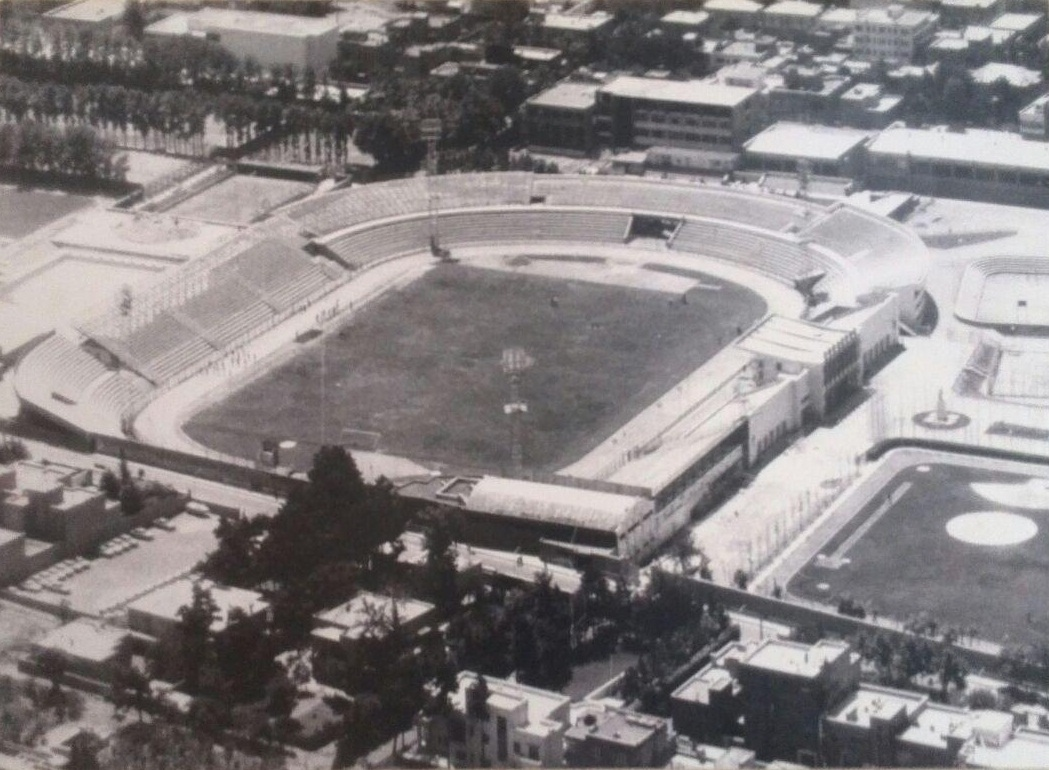
ورزشگاه امجدیه اندکی پس از صدور دستور ساخت توسط رضاشاه، زیرنظر علی‌اصغر حکمت، گشایش یافت.

پیش از کودتا، ساختمان‌های ایران بیشتر از خشت و گل بودند و میان آنان، کوچه‌های تنگی وجود داشت که در زمستان پر از آب و لجن می‌شد. در دوران پادشاهی رضاشاه، کوچه‌ها سنگ‌فرش شدند، خیابان‌ها و بلوارهای آسفالت ساخته شدند و افزون بر ساخت میدان‌های تازه و بزرگ، چراغ‌های برقی نیز در خیابان‌ها نصب شدند. ساختمان‌های مدرن و چندطبقه برای نهادهای دولتی ایجاد شدند و جای‌های همگانی تازه‌ای چون فروشگاه، باشگاه، بیمارستان، رستوران، ورزشگاه‌ها، پارک، جای‌های تفریحی و غیره ایجاد شد و با درخت و گل‌کاری در معابر و میدان‌ها و صدها طرح عمرانی دیگر، چهرهٔ شهرهای ایرانی دگرگون شد. در همین هنگام، اداره‌های شهرداری گشایش یافتند تا شهرها را تمیز و نگهداری کنند. در استان‌هایی نیز هتل‌ها و مراکز گردشگری بسیاری تأسیس شد. تمام بناها و آثار باستانی که به دلیل بی‌توجهی در حال تخریب بودند، از جمله پارسه، مرمت و بازسازی شدند و برای شاعران و بزرگان ایرانی نیز، آرامگاه‌ها و بناهای یادبودی ساخته شد.
در محمدرضا پهلوی، آخرین شاهنشاه آمده‌است: «رضاشاه در معماری سلیقه‌ای خاص داشت و معنای زیبایی و تناسب را ذاتاً می‌دانست». سیاست شهرسازی دوران رضاشاه، نتیجه‌هایی چشمگیر داشت. در ۱۶ سال، جمعیت تهران از ۲۰۰ به ۵۳۰ هزار تن رسید. چنین گسترشی، در دیگر شهرهای ایران نیز به چشم می‌خورد و ساختمان‌های بزرگی نیز در شهرهای این کشور ایجاد شد. سبک معماری رضاشاهی همچون معماری دوران شاه عباس، یکی از مرحله‌های تاریخ هنر ساختمان و معماری در ایران است که پس از انقلاب ۱۳۵۷ نیز، حکومت جدید انقلابی بر آن ارج نهاد و از بناهای این دوره، نگهداری کرد.

## شخصیت و انگیزه‌های پیشین
از دید شخصیت، رضاخان رهبری دلیر و باهوش با شخصیتی قوی، دارای خوی اقتدارگرا و بینشی دقیق دربارهٔ وضع کشور و آرمان‌های مردمش بود. وی همچنین بیشتر آرمان‌های جنبش مشروطه را که به شکلی دقیق در حس قوی ملی‌گرایی و تمایل عمیقش برای بهبود شرایط کشور جور درمی‌آمد، پذیرفت. او آیندهٔ ایران را به‌عنوان کشوری مدرن با صنعت و اقتصادی مدرن، که می‌تواند سرانجام پس از مشکلات بسیار در کنار جوامع اروپایی (که در آن دوره سرآمد جهان بودند) قرار بگیرد، تصور می‌کرد. از این رو، او با عزم فراوانی برای بازساخت بخش‌های نظامی، اداری، آموزشی و قضایی ایران و شرایط اجتماعی‌اش، تلاش کرد.

## منتقدان و فساد در اقتصاد در دوره پهلوی
در دوره رضا شاه مشکلات فساد در ساختار ادرای وجود داشته از داستان نخستین اختلاس بانکی با حجم بالای زمین خواری و پول نقدی که رضا شاه با توجه به موارد مختلف برای خود در اختیار گرفته بود. رضاشاه در دوران حکومتش، آن قدر ثروت تصاحب کرد که به ثروتمندترین فرد ایران تبدیل شد. بر اساس برآوردها، ثروت وی به هنگام مرگ سه میلیون پوند و حدود ۱٫۵ میلیون هکتار زمین بوده است. بیشتر این زمین‌ها در منطقه اجدادی‌اش مازندران قرار داشت. وی همچنین صاحب مزارع گندم در همدان، گرگان و ورامین بود. بخشی از این املاک با مصادره مستقیم، دیگری از طریق نقل و انتقال مشکوک اموال دولتی و بخشی دیگر از طرق آبیاری زمین‌های بایر و سرانجام بخشی نیز با مجبور کردن زمین داران بزرگ و کوچک برای فروش زمین‌هایشان به قیمت اسمی، به دست آمده بود. سفارت آمریکا در گزارشی از فعالیت‌های اقتصادی رضاشاه نوشته بود: «... رضاشاه،... معمولاً برای هر کدام از این املاک آنچه دلش می‌خواهد، می‌پردازد که اغلب یک دهم یا حتی یک بیستم قیمت واقعی آن ملک است.»
وزیر مختار بریتانیا در گزارش خود چنین می‌نویسد که رضا شاه در کار انباشت ثروت از راه‌های مشکوک بود و در این راه فرماندهان ارشد نظامی خود را آزاد گذاشته است و اگر این فرماندهان سهمی از این ثروت اندوزی به وی بدهند او با آنان کاری نخواهد داشت. و از دزدی‌های آن‌ها چشم پوشی خواهد کرد.» وی می‌افزاید: «رضا شاه نسبت به ثروت حریص و طمعکار است و از دیدگاه او هر وسیله‌ای برای کسب پول و زمین مطلوب است… جاده جدید منتهی به چالوس با هزینه هنگفتی ایجاد شده، صرفاً برای ارضای هوس شخصی وی بوده است.»
آرتور  میلسپو که در دوران پیش و پس از رضا شاه م برای سازمان‌دهی مجدد وزارت دارایی ایران استخدام شده بود در مورد دوران رضا شاه و فعالیت‌های اقتصادی او نظری دیگر دارد، وی بر این نظر که در دوران رضا شاه شاهد تورم در دوره ۱۳۱۶ تا بهمن ۱۳۲۱ هزینه زندگی طبق بهترین شاخص‌هایی که در دست بود، از رقم پایه ۱۰۰ به ۷۷۸ افزایش یافته است.

میلسپو بر این نظر است که 
او روی هم رفته، مملکت را پاک دوشید؛ روستاییان، عشایر و زحمتکشان را بیچاره کرد و از زمین‌داران باج‌های هنگفت، گرفت. در عین آنکه اقداماتش طبقه جدید «سرمایه‌داران-تجار»، انحصارگران، پیمانکاران و مقربین سیاسی را غنی ساخت؛ تورم، مالیات‌های سنگین و دیگر عوامل، سطح زندگی مردم را کاهش دادند.